# أوسكار أورباخ
أوسكار أورباخ (بالإنجليزية: Oscar Auerbach)‏ هو عالم أمراض أمريكي، ولد في 1905، وتوفي في 15 يناير 1997.